# Press Play
Press Play war ein dänisches Entwicklungsstudio für Videospiele, es hatte seinen Sitz in Kopenhagen.

## Geschichte
Press Play wurde 2006 von Ole Teglbjærg, Rune Dittmer und Mikkel Thorsted gegründet. 2012 wurde Press Play von Microsoft übernommen und ein Teil der Microsoft Studios (jetzt als Xbox Game Studios bekannt). Im März 2016 wurde Press Play geschlossen und die Entwicklung des Titels Knoxville wurde eingestellt. Press Play hat seit der Gründung im Jahr 2006 bis zur Schließung im Jahr 2016 fünf Titel veröffentlicht.
Nach der Schließung gründeten die Gründungsmitglieder von Press Play ein neues Studio namens Flashbulb Games und arbeiten an einem neuen Sandbox-Spiel mit dem Titel Trailmakers.
Am 10. November 2016 erwarb Flashbulb die Rechte an den gesamten Press-Play-Titeln. Kalimba, Tentacles: Enter the Mind, und Max: The Curse of Brotherhood wurden unter Flashbulb Games neu veröffentlicht.

## Veröffentlichte Spiele
| Titel                         | Jahr | Plattformen | Plattformen | Plattformen | Plattformen | Plattformen | Plattformen | Plattformen       | Plattformen   | Plattformen | Plattformen |
| Titel                         | Jahr | Android     | iOS         | macOS       | Nintendo DS | PSN         | Wii         | Microsoft Windows | Windows Phone | Xbox 360    | Xbox One    |
| ----------------------------- | ---- | ----------- | ----------- | ----------- | ----------- | ----------- | ----------- | ----------------- | ------------- | ----------- | ----------- |
| Max and the Magic Marker      | 2010 | nein        | ja          | ja          | ja          | ja          | ja          | ja                | ja            | nein        | nein        |
| Tentacles: Enter the Dolphin  | 2012 | ja          | ja          | nein        | nein        | nein        | nein        | nein              | ja            | nein        | nein        |
| Max: The Curse of Brotherhood | 2013 | nein        | nein        | nein        | nein        | ja          | nein        | ja                | nein          | ja          | ja          |
| Tentacles: Enter the Mind     | 2014 | ja          | ja          | nein        | nein        | nein        | nein        | ja                | ja            | nein        | nein        |
| Kalimba                       | 2014 | nein        | nein        | nein        | nein        | nein        | nein        | ja                | nein          | nein        | ja          |